# الحركة الكشفية الوطنية الأرمينية
الحركة الكشفية الوطنية الأرمينية هي المنظمة الكشفية الوطنية في أرمينيا، أصبحت عضوا في المنظمة العالمية للحركة الكشفية في عام 1997. كشافة أرمينيا تحوي 2303 عضوا اعتبارا من عام 2011 .